# Хартман III фон Кибург-Дилинген
Хартман III фон Кибург-Дилинген (на немски: Hartmann III von Kiburg-Dillingen; * ок. 1138; † сл. 22 август 1180) е граф на Дилинген.

## Биография
Той е син на граф Адалберт I фон Кибург-Дилинген († 12 септември 1151) и съпругата му Мехтилд фон Мьорсберг (Графство Неленбург) († между 12 март 1152 и 1180), вдовица на граф Мегинхард I фон Спонхайм-Мьорсберг (Моримонт) († ок. 1135), дъщеря на граф Алберт фон Мьорсберг-Кибург-Винтертур († 1125) и Матилда фон Бар-Мусон . Внук е на граф Хартман I фон Дилинген († 1120/1121) и Аделхайд фон Брегенц-Винтертур-Кибург († 1118/сл. 1 март 1125). Баща му е брат на Улрих I фон Кибург-Дилинген († 1127), епископ на Констанц (1111 – 1127). Брат е на граф Адалберт II фон Кибург († 1170) и на Улрих фон Дилинген († 1186), каноник в катедралата на Базел и провост в Берн (1186). Полубрат е на граф Готфрид I фон Спонхайм († 1159), Алберт фон Спонхайм († 1158), духовник в Кьолн и Аахен, и на Мехтилд фон Спонхайм (* ок. 1127), омъжена за граф Симон I фон Саарбрюкен († сл. 1183).
Хартман III се жени за Рихенца фон Ленцбург. След смъртта на тъста му Арнолд фон Баден той получава наследството на Ленцбург и увеличава своята собственост, сила и знатност. Той създава градове (1178 Дисенхофен, 1180 Винтертур). След смъртта на брат му Адалберт II († 1170) той обединява за десет години швабските и собственостите в днешна Швейцария. След смъртта му двете линии отново се разделят.
Синът му Адалберт III продължава линията Дилинген, син му Улрих III линията Кибург.

## Фамилия
Хартман III фон Кибург-Дилинген се жени за Рихенца фон Ленцбург († ок. 24 април 1172), внучка на граф Арнолд II фон Ленцбург († 1130), дъщеря на граф Арнолд IV фон Баден в Цюрихгау († 5 септември 1172) и дъщерята на маркграф Херман II фон Баден († 1130). Те имат децата:
- Улрих III фон Кибург († 1227), граф на Дилинген, женен за принцеса Анна фон Церинген, дъщеря на херцог Бертхолд IV фон Церинген († 1186) и Хайлвиг фон Фробург († пр. 1183)
- Адалберт III фон Дилинген († 15 февруари 1214), граф на Дилинген, женен 1190 г. за Хайлвих Баварска фон Вителсбах (* 1176; † сл. 1180), дъщеря на херцог Ото I от Бавария († 1183) и графиня Агнес фон Лоон († 1191)
- дъщеря фон Кибург, омъжена за граф Луитолд IV фон Регенсберг († 18 ноември 1213 или 1218)
- Рихенца фон Дилинген († сл. 1206), омъжена за граф Херман II фон Фробург (* пр. 1169; † 1213)